# 台灣賽馬

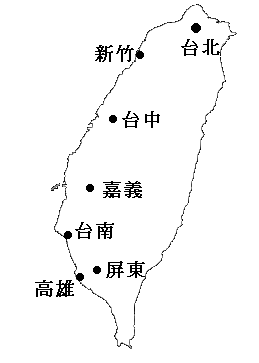
日治時代有競馬場的都市

台灣賽馬舉辦於日治時代，當時稱為「競馬」。昭和3年（1928年）起，每年依序在台北、新竹、台中、嘉義、台南、高雄、屏東舉辦，每地2至3場，多為春季、秋季各1場，每場2至6天不等。

## 歷史

### 日治時期

#### 黎明期
大正4年（1915年）11月，在台北江瀕街埋立地舉辦為期1週的賽馬會，此為台灣賽馬之始。而正式的賽馬則從昭和3年（1928年）開始，台北武德會馬術部在台北圓山運動場（中山足球場）舉行賽馬，此為台灣馬券賽馬之嚆矢。昭和4年（1929年）至昭和6年（1931年），各地的團體也開始自行主辦賽馬。此時期的中獎馬券，需在指定的商店換取獎品而非現金。

#### 台灣競馬協會時代
昭和6年（1931年），台北馬事協會、台中產馬會、嘉義產馬會、台南愛馬會、高雄產馬會、屏東愛馬會，共同組織「台灣競馬協會」，制定「台灣競馬協會規約」、「競馬施行規程」，確立共通的規範。規約的要點是春・秋兩季賽馬、競賽內容、馬體檢查、裁判、獎金等細目。中獎的馬券，需在指定的商店換取獎品而非現金，額度最高以入場券10倍價值為限。昭和7年（1932年），台北春季賽馬除原來的單勝式馬券，再加上複勝式馬券的販賣。此時期的賽馬，各競馬場在春秋兩季各辦4日（共2週、各六日舉辦），春季在2月～5月、秋季在9月～12月舉行。

#### 台灣競馬令時代
台灣總督府於昭和13年（1938年）5月14日公佈《台灣競馬令》，同年7月28日實施，使台灣賽馬有明確的法規可遵循，也更改部分競馬規則的規定。在《台灣競馬令》施行後，全台灣毎個月除了8月以外都有賽馬，春季在3月至7月、秋季在9月至翌年2月。《台灣競馬令施行規則》亦規定了競馬場的設施標準，需有周長1,600公尺以上、寬30公尺以上的馬場。為符合此標準，台灣各地開始興建新的競馬場。此時期的中獎馬券，是換取現金而非獎品，上限仍維持10倍。也維持未成年・賽馬相關者禁止購買馬券等規定。

#### 1944年賽馬結束
昭和16年（1941年），太平洋戰爭爆發。昭和18年（1943年），為了獎勵馬産，調降馬券稅。根據《台灣日日新報》、《台灣日報》（原名《台南新報》），台灣各地的競馬場在昭和18年的春・秋兩季仍舉辦了各7日間的賽馬。台灣的賽馬舉辦到昭和19年（1944年）2月為止。

### 戰後
韓國瑜當選高雄市長後，提起高雄發展賽馬產業的構想。但是因為會涉及牴觸「對動物不能有直接或間接賭博的搏鬥或競技行為」、「賭博是違法行為」等問題需要解決，而且不管過程怎樣，都必須透過國家特許法令核准。

## 競馬場

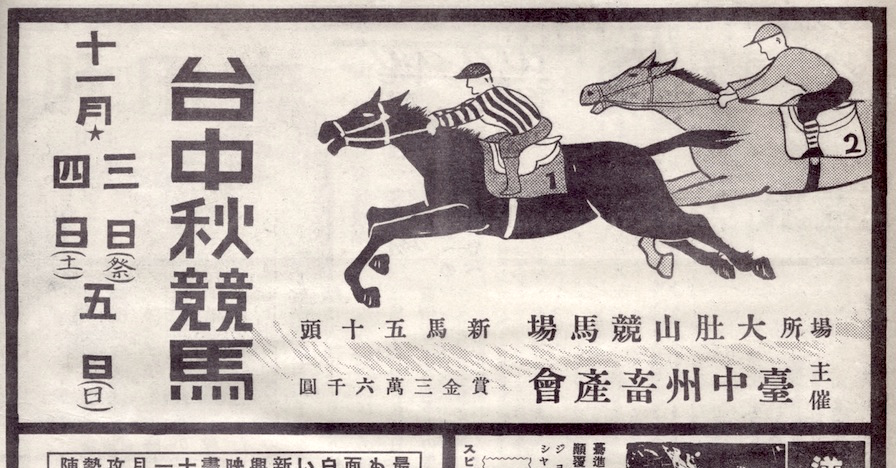
《臺灣公論》雜誌上的台中競馬廣告。

起初競馬場大多設在公園空地、運動場或陸軍練兵場，後來皆改在新設立的常設競馬場舉行。台北曾先後於圓山運動場（中山足球場）、練兵場（青年公園）、川端競馬場（同安街附近的河堤公園）、北投競馬場（政治作戰學校）舉行賽馬。新竹的常設競馬場初設在赤土崎，後遷至香山。其他各地的常設競馬場設於大肚山（台中）、堀川町（嘉義）、桶盤淺（台南）、前金（高雄）、六塊厝（屏東）。昭和13年（1938年）「台灣競馬令」施行後，規定台灣的競馬場需擁有一周長1600公尺以上的馬場。

### 台北競馬場
昭和3年（1928年），在台北市内的圓山運動場建設周長400公尺、寬13公尺的馬場，舉辦台灣最初的正式賽馬。昭和5年（1930年）春季，在圓山運動場以周長550公尺舉行。昭和5年（1930年）秋季開始，借用陸軍練兵場（現・青年公園）建設周長800公尺，之後擴大為1,000公尺的馬場舉行賽馬。昭和9年（1934年），在新店溪北側建設周長1,000公尺的常設競馬場舉行賽馬，此即川端競馬場（位在新店溪畔，橫跨水道町和川端町，所以也稱作水道町競馬場或水道町川端競馬場）。
《台灣競馬令》實施後，臺北州畜產會決定新建新的臺北競馬場，並選定在北投庄嗄嘮別 （現・國防大學政治作戰學院）面積約67甲的土地。新的臺北競馬場由臺北州土木課設計，於昭和14年（1939年）4月動工，然而在建設期間，因基地地質較軟而使工程花費了更多時間，而在竣工前還遇到了三次暴風雨，後來在昭和15年（1940年）10月26日舉行落成式，附屬建築則是在同年11月26日才全部完工，新的跑道周長1,800公尺，寬30公尺，雖為木造設施，但是馬見所（看台）、投票所、厩舎等設施都設有遮雨棚，可在避免日曬雨淋的同時享受競馬之樂。台鐵在競馬期間也會加開臨時列車。
賽馬的主辦者在昭和3年（1928年）是台北武德會馬術部、1930年（昭和5年）起是台北馬事協會、昭和12年（1937年）起是台北州畜産組合連合、1941年的北投競馬是由台北州畜産會主辦。

### 新竹競馬場

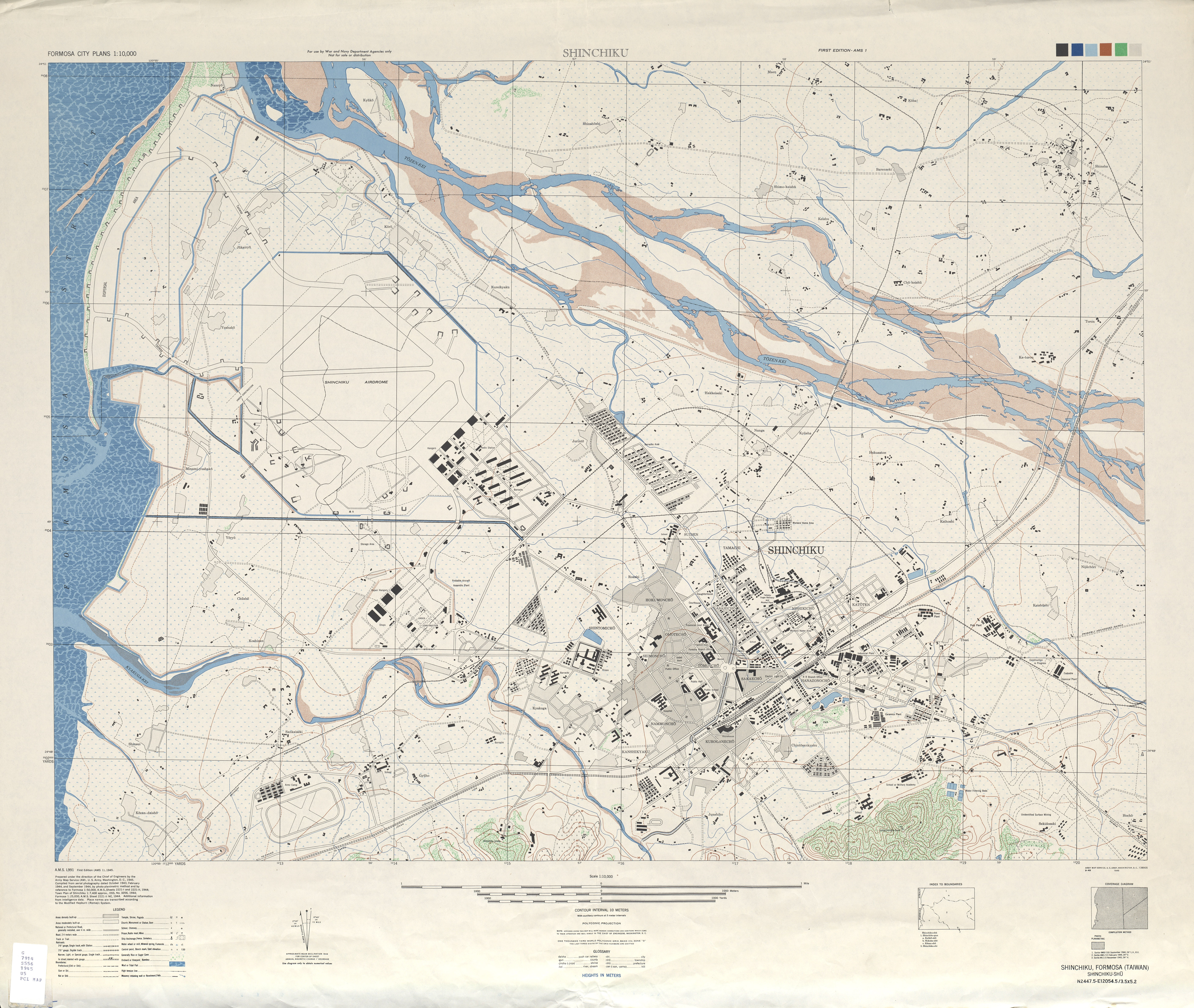
1945年新竹市　地圖左下（西南）可見香山競馬場，1945年的地圖標示為Army Camp。

新竹市於昭和5年（1930年）秋季首次舉辦賽馬，此次賽馬及昭和6年（1931年）春季舉辦之賽馬是在新竹森林公園的運動場舉行，設有周長450公尺的馬場。昭和10年（1935年），在十八尖山麓的赤土崎建設周長1,000公尺、寬25公尺的常設競馬場（現在新竹高商校地）。之後，因赤土崎競馬場場地狹小而決定移轉，於新竹州畜產會投資26萬圓在在新竹郊外的香山庄建設當時台灣最大競馬場（位於現在的香山工業區），周長1,600公尺，寬30公尺，於1938年6月竣工，之後新竹的賽馬皆在此競馬場舉行。
賽馬的主辦者在昭和5-6年是新竹馬事協會、昭和10年是新竹産馬期成會、昭和11年起是新竹州畜産組合連合會。

### 台中競馬場
台中市於昭和4年（1929年）秋季首次舉辦賽馬，在台中市内的步兵第三大隊練兵場（台中市南區正義街附近，現為長春公園）建設了周長550公尺、寬15公尺的馬場。昭和7年（1932年），練兵場的馬場擴大為周長800公尺，地點是仍在練兵場，台中因長期皆借用練兵場舉辦賽馬，是台灣最晚建設常設競馬場之地。
1936年，新的台中競馬場完工，其位於大肚山麓（現在的成功嶺基地）。新設的台中競馬場周長1,600公尺。

### 嘉義競馬場
嘉義市於昭和4年（1929年）春季舉辦了首次賽馬，在嘉義公園西側的空地建設周長410公尺的馬場。昭和5年（1930年）秋季，在堀川町（現在的嘉義市東區新開里及其周邊）的常設競馬場落成，改至在此舉行賽馬。堀川町競馬場最初周長800公尺、昭和9年（1934年）擴大為周長1,000公尺。
昭和13年（1938年），因堀川町競馬場場地狹小而決定移轉。當初預定移轉至下路頭八掌溪畔白鷺橋西側（白鷺橋在現在的軍輝橋西側，現在的嘉義市東區安業里八掌溪畔），但是，最後改設在嘉義北方的後湖，現在嘉北車站東北方付近新設競馬場（現在的後湖工業區）。新設的嘉義競馬場周長1600公尺。

### 台南競馬場

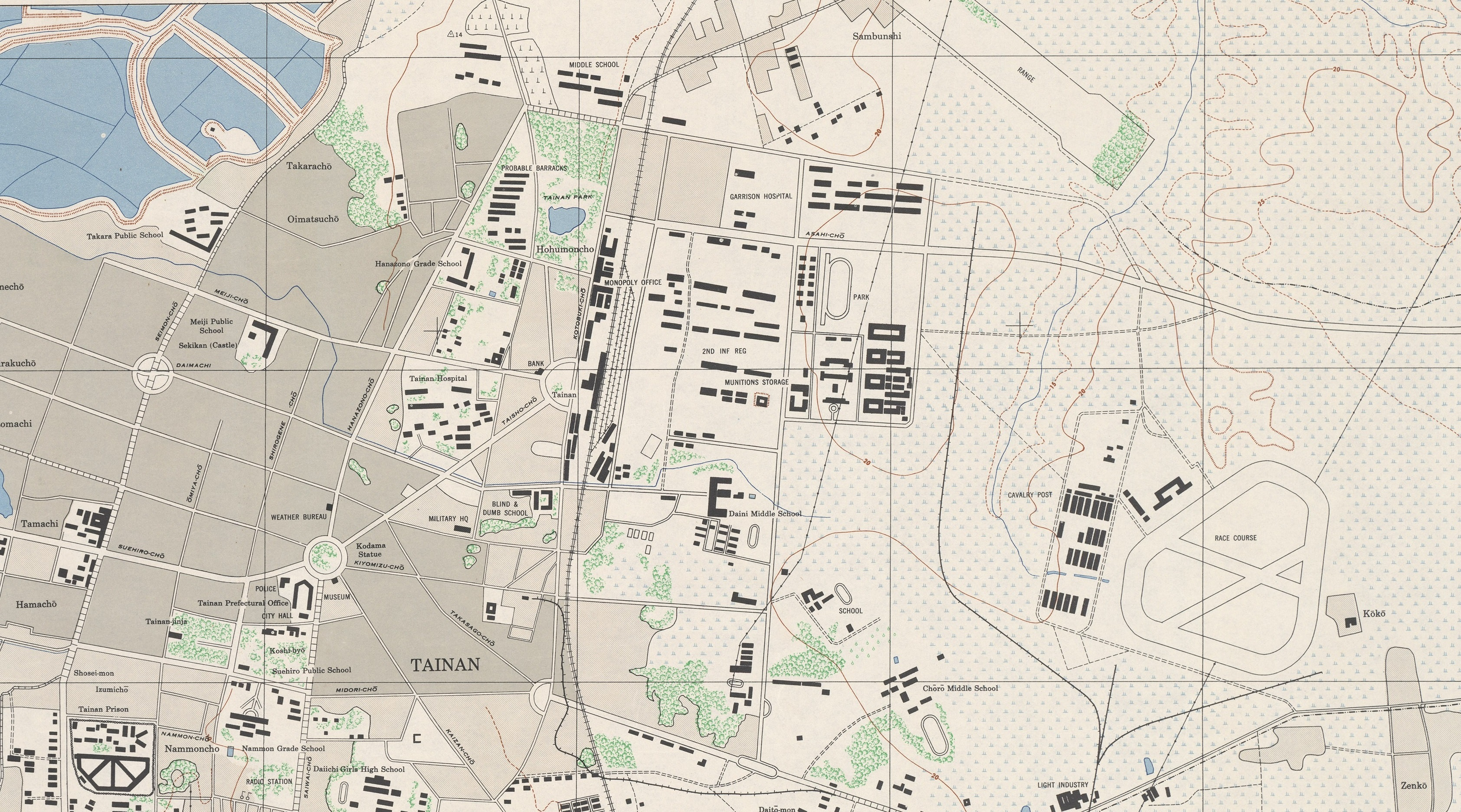
1945年台南車站及其東側。右(東)可見三角形的競馬場1945年美國陸軍作成地圖 的一部分

昭和4年（1929年），在台南運河旁的空地建設周長400公尺的馬場，開辦賽馬。空地的賽馬在春・秋兩季舉辦，昭和6年（1931年）秋季起，借用練兵場建設周長800公尺的馬場，舉行賽馬。昭和7年（1932年），在桶盤棧建設1周1,000公尺的常設競馬場。桶盤棧在日治時代稱作汐見町、現在稱作水交社。
1939年7月購買了位於後甲約68甲的田地（現在的東光國小及其周邊、台南紡織），以建設新的台南競馬場，並具有獨特的三角形馬跑道，周長為1,800公尺在1940年5月4日舉行開場式，和位於北投的台北競馬場同樣為具台灣最大周長的競馬場。

### 高雄競馬場
昭和6年（1931年）秋季，在高雄苓雅寮的海軍航空基地内借地，建設周長800公尺的馬場，是高雄賽馬之嚆矢。苓雅寮海軍基地的賽馬僅辦1年即終了，昭和7年（1932年）秋季起，在入船町的空地建設1周600公尺、之後擴大為800公尺的馬場，舉行賽馬。昭和10年（1935年），在前金的大港埔開設周長800公尺、寬20公尺的常設競馬場。之後又在灣子內建設競馬場。根據美國陸軍1945年的地圖，可以確認灣子内有楕圓形的競馬場。新設的高雄競馬場周長1600公尺。

### 屏東競馬場
昭和4年（1929年）秋季，在屏東飛行場借地，建設周長600公尺的馬場，是屏東賽馬之嚆矢。昭和5年（1930年）春季，在屏東公園運動場建設周長400公尺的馬場，舉行賽馬。公園運動場的馬場屬於暫時性設施，賽馬僅辦上述兩回即終了，昭和5年（1930年）秋季，在六塊厝開設常設競馬場。六塊厝競馬場周長800公尺，之後漸次擴大，昭和9年（1934年）擴大為1000公尺、昭和10年（1935年）秋季已有1600公尺的馬場。六塊厝競馬場位在屏東飛行場和台鐵的鐵道線之間。

## 脚注
1. ↑  韓存在幾種版本：1.杜拜的賽馬就沒有賭博性質、2.加入運彩減少爭議
2. ↑  目前尚無場地可尋。
3. ↑  日後被1800公尺的台北北投競馬場和台南新競馬場超越，但是，香山競馬場開設時是台灣最大的競馬場。

## 相關連結
- 日治時期台灣賽馬的沿革 （页面存档备份，存于）